# مرت الأيام (فلم)
مرت الأيام فيلم دراما، رومانسي مصري لعام 1954 للمخرج أحمد ضياء الدين، من قصة وسيناريو وحوار محمد كامل حسن المحامي. الفيلم من بطولة يحيى شاهين، وماجدة، وأمينة نور الدين، وسناء جميل، وتدور الأحداث حول كوثر الطالبة التي تهيم بحب أستاذها، وفي اليوم الذي يأتي لمنزلهم تكتشف أنه مُعْجَب بأختها ويتزوَّجها. ولكن بعد مرور مدة على الزواج، يكتشف الرجل حب الفتاة شقيقة زوجته له.
صدر الفيلم إلى دور العرض المصرية في 14 يناير 1954.
منح موقع قاعدة بيانات الأفلام على الإنترنت (IMDB) الفيلم درجة 5.1/ 10.
منح موقع قاعدة بيانات الأفلام العربية «السينما.كوم» الفيلم 6.3/ 10.

## طاقم التمثيل
يحيى شاهين: في دور مجدي شكري (أستاذ جامعي)
ماجدة: في دور كوثر عبد الرحمن (طالبة جامعية)
أمينة نور الدين: في دور سامية عبد الرحمن (شقيقة كوثر)
سناء جميل: في دور سميرة (صديقة كوثر)
محمد فاضل: في دور شكري أفندي (والد مجدي)
ثريا فخري: في دور والدة سامية وكوثر
محمد السبع: في دور زكي (زوج سميرة، وشقيق ممدوح)
بالاشتراك مع: وداد حمدي – رفيعة الشال – عبد الحميد زكي – زكي الفيومي – ثريا سالم – محمد شرابي.

## أحداث الفيلم
يموت والد سامية عبد الرحمن (أمينة نورالدين) ويتركها مع والدتها (ثريا فخري) وأختها الصغيرة كوثر (ماجدة)، وتهب حياتها للعناية بأسرتها الصغيرة حيث ترفض الزواج وتلتحق بالعمل في أحد الشركات لتنفق على أمها وأختها الصغيرة كوثر حتى تكبر وتلتحق بالجامعة، بكلية الآداب. تقع كوثر في حب أستاذها في علم النفس الدكتور مجدى شكرى (يحيى شاهين) ولكنه حب من طرف واحد، وهي لا تصارح أحداً بحبها، إلا صديقتها وزميلتها سميرة (سناء جميل). كان شكري أفندي (محمد فاضل) والد مجدي، صديقاً حميماً وجاراً وفياً، لوالد سامية، وفرقتهم الأيام، بعد أن كان مجدي وسامية يلعبان صغاراً. يحدث ان يلتقي شكري أفندي وسامية، وبصعوبة يتعرف عليها بعد أن كبرت، ويدعوها لزيارتهم في منزلهم بالمنيرة، وتلتقي سامية بزميل الطفولة مجدي، الذي استعاد ذكرياته معها، ويشعر بانجذاب نحوها، ويذهب لخطبتها، ولكن كوثر تعتقد أن مجدى جاء لخطبتها هي. تصاب بصدمة عندما تعلم انه جاء لخطبة شقيقتها.
تقرر كوثرالابتعاد، وتلتحق بالعمل بأحد الوظائف البسيطة بالإسكندرية.
تنجب سامية ابنيها، وتضطر كوثر للعودة للقاهرة وتقيم بمنزل شقيقتها سامية، التي تصبح بعيدة عن زوجها مجدى، وتنشغل بالاولاد، والعمل المنزلى، ولا تشاركه أفكاره وعمله، بعد ان أصبح مسؤولاً عن جريدة، بالإضافة لما يكتبه من مقالات وروايات.
يشعر مجدي باهتمام كوثر به، وبمقالاته، وبما يكتب، حتى يشعر بأن كوثر أقرب إليه من سامية، ويبدأ يتقرب اليها، مما يجعل ساميه تشك في سلوكه، ولكنها لا تشك في كوثر. تعرض سميره على كوثر الزواج من ممدوح (محمد شرابي) شقيق زوجها زكى (محمد السبع) حتى تتخلص من ضعفها أمام حبها لمجدى، ولكن كوثر تتردد. يصارحها مجدى بحبه، وترفض هي أن تبوح له بمكنون قلبها، وترفض الحب المحكوم عليه بالإعدام. يحدث أن مجدي كان يملي على الجريدة بالتليفون موقف عاطفي عنيف لتصحيحه بالمقال، وتصادف وجود كوثر بالغرفة، فتظن سامية أن الحديث موجه لكوثر، فتخيرها بترك احداهن المنزل، فتخرج كوثر وتتوجه إلى سميرة، وتعلن موافقتها على الزواج من ممدوح. تعلم سامية بحقيقة الأمر، وتعتذر لكوثر، التي تنصحها بالاهتمام بزوجها، وبأموره البسيطة حتى تستعيده لإنه بالفعل يحبها. تفعل ذلك سامية، ويتجاوب معها مجدي، بينما تنعزل كوثر مع ممدوح بعيداً.

## استقبال الفيلم
كتب محمود قاسم على موقع الشروق: «هناك تشابه ملحوظ جداً بين مصائر الأبطال وعواطفهم في هذا الفيلم، وبين فيلم»بنات اليوم «إخراج بركات 1957، الشقيقتان تقعان في حب رجل واحد، وهو يتقدم لخطبة واحدة ويصدم الأخرى، وتكون هذه الواحدة المختارة غير مستعدة تماما بالتعرف على العالم المثالي للزوج، تتكشف العواطف ببطء، وتعتدل الموازين وتعود كل حبيب لحبيبه... أحمد ضياء الدين مخرج من طراز بركات صاحب الفيلم الثانى» بنات اليوم"، وهو الرومانسى الأول في السينما المصرية لم يعمل إلا هذا النوع من الأفلام ومنذ البدايات الأولى وهو معجب بماجدة وقدمها في أهم أفلامها على الإطلاق ومنها: المراهقات، مع الأيام، وأين عمرى، وقرية العشاق، وأرضنا الخضراء، وقيس وليلى، كل فيلم من هذه الأفلام كان يعتبر بمثابة حالة انتقالية ملحوظة لماجدة التي حاولت دوما أن تحقق لنفسها مكانة أقرب لفاتن حمامة، وسميت بعذراء الشاشة حتى تزوجت وتغيرت أدوارها... ويعتبر دور علية أبرز هذه الأدوار بما يعنى أن جميع أفلامها معه كانت إرهاصات لدور علية التلميذة التي تتزوج عمو عزيز العجوز... عملت ماجدة فيما بعد مع يحيى شاهين في أدوار بارزة للغاية، وكلها مستوحاة من نصوص عالمية مثل فيلم هذا الرجل أحبه 1962 وغيره".

## روابط خارجية
- مرت الأيام على موقع IMDb (الإنجليزية)
- مرت الأيام على موقع الدهليز
- مرت الأيام على موقع قاعدة بيانات الأفلام العربية